# فرودگاه بیسلیگ
فرودگاه بیسلیگ (به انگلیسی: Bislig Airport) (به زبان بومی: Paliparan ng Bislig) یک فرودگاه همگانی با کد یاتا BPH است که یک باند فرود بتن دارد و طول باند آن ۱۲۰۰ متر است. این فرودگاه در کشور فیلیپین قرار دارد و در ارتفاع ۴ متری از سطح دریا واقع شده‌است.